# 敷米漿
敷米漿（1982年5月12日—），本名姜泰宇，桃園人，大眾文學作家，於2002年5月1號開始在BBS上創作。天主教輔仁大學日本語文學系畢業，國立臺北教育大學語文與創作學系碩專班就讀中。曾任《愛小說》雜誌總編輯，短篇作品〈榻榻米的夏天〉改編為公視電影《夏天的向日葵》。

2010年經營汽車美容至今。2019年以《洗車人家》入圍第二十一屆台北文學獎年金類；2024年以〈正東三十里〉獲第二十屆林榮三文學獎短篇小說獎首獎。

## 已出版之個人作品
- 2003年8月25日，《你轉身，我下樓》，ISBN 9867888693
- 2003年11月28日，《開水冰》，ISBN 9867888839
- 2004年7月21日，《別讓我一個人撐傘》，ISBN 9867440056
- 2004年12月6日，《風中的琴聲》，ISBN 9867440250
- 2005年7月18日，《羅賴把‧我的朋友》，ISBN 9867440471
- 2005年7月18日，《你轉身，我下樓》（突破10萬冊紀念版），ISBN 7702042737
- 2005年11月24日，《如果沒有那場雨》，ISBN 9867440617
- 2006年9月7日，《月光下的魚》，ISBN 9867440943
- 2007年8月9日，《愛。琉璃》，ISBN 9789571036458
- 2008年7月18日，《然後的然後》，ISBN 9789571038803
- 2008年9月16日，《你那邊，幾點？》，ISBN 9789861734248
- 2008年10月14日，《你轉身，我下樓》（三版），ISBN 9789861732756
- 2008年11月18日，《開水冰》（二版），ISBN 9789861734491
- 2008年12月9日，《別讓我一個人撐傘》（二版），ISBN 9789861734569
- 2009年1月21日，《如歌》，ISBN 9789861734712
- 2009年2月3日，《天使忘了飛翔》（風中的琴聲二版），ISBN 9789861734682
- 2009年3月10日，《如果沒有那場雨》（二版），ISBN 9789861732961
- 2009年4月7日，《月光下的魚》（二版），ISBN 9789861734897
- 2010年1月26日，《最後一個故事》，ISBN 9789861736150
- 2010年2月28日，《彩虹的悄悄話：星光下的童話》，ISBN 9789861791616
- 2018年4月2日，《不看海的人》，ISBN 9789869596350
- 2020年12月4日，《洗車人家》，ISBN 9789864062072
- 2022年7月1日，《鬼拍手》，ISBN 9789864063048
- 2022年10月24日，《記得我的名字》，ISBN 9789863234890
- 2024年6月25日，《嘎啦》（電影《嘎啦》原著小說），ISBN 9789864064199

## 與他人合著作品
- 2003年10月4日，《我可以愛你嗎？》，敷米漿、明琲、dj、蘭斯洛 等/著，ISBN 9867888782
- 2004年3月4日，《我很想你》，敷米漿、霜子、阿亞梅、Windows98、狂心舞情 等/著，ISBN 9867888928
- 2004年5月6日，《琉璃森林》，敷米漿、明琲、阿亞梅、狂心舞情 等/著，ISBN 9867888979
- 2004年9月6日，《給愛情一個期限》，敷米漿、明琲、琦琦、小嚕 等/著，ISBN 9867440145
- 2007年7月，《愛小說》，敷米漿 主編
- 2009年3月，《仙魔異聞錄1》，宇峻奧汀科技股份有限公司、敷米漿 著，ISBN 9789861734804

## 名字的由來
小名為姜小文，敷米漿就是由日文發音的諧音而來。
ふみ＝文
ちゃん＝小

## 名人評論
- 蔡智恒：他，應該是個敏銳的人，因為敏銳，所以適合創作，也應該創作。
- 張曼娟：網路作家敷米漿的書叫做《你轉身，我下樓》，可以作為很好的愛情譬喻，當愛人轉身，當愛戀變調，不管愛情的樓築得有多高，有多瑰麗，我們都應該要一步步走下來的。
- 伊能靜：我自己在看敷米漿的作品，有一種珍惜的心情，單純的狀態其實是非常困難的，那樣一種單純的事物情境對白狀態，是現在的我所不能及的，你會發現，其實敷米漿也在某一種成熟，這樣想，就會不禁的珍惜起他的每部作品。我想，做為一個創作者，這個部分是很重要的。

## 外部連結
- 敷米漿Blog （页面存档备份，存于）
- 敷米漿 Facebook
- 敷米漿在互联网电影资料库（IMDb）上的資料（英文）
- 知名校友重返輔大　新世代價值交鋒 （页面存档备份，存于）

1. ↑  . www.cna.com.tw.   [2021-04-19]. （原始内容存档于2021-11-26） （中文（臺灣））.
2. ↑  . www.cna.com.tw.   [2021-04-23]. （原始内容存档于2021-11-26） （中文（臺灣））.
3. ↑  . 自由時報.   [2024-11-02]. （原始内容存档于2024-11-12）.